# Job Gorjanski
Job Gorjanski (mađ. Garai Jób)  (1447. – 1481.), hrvatski plemić iz obitelji Gorjana. 
Sin Ladislava IV. Gorjanskog i Aleksandre Tješinske, kćeri Boleslava I., iz tješinskih Pjastovića i njegove druge supruge Eufemije Mazurske iz obitelji Pjastovića. Imao je braću Ivana, Nikolu, Anu i Mariju. I kao otac, bio je mačvanski ban, a dužnost je obnašao od 1474. zajednički s Matijom Morovićkim od Gut-Keleda (Matijašom Marovićem). Taj je Ladislavov unuk umro 1481. bez potomstva te je s njime izumrla i palatinska grana Gorjanskih.